# Pleine Lune (roman)
Pour les articles homonymes, voir Pleine lune (homonymie).
Pleine Lune (titre original en espagnol : Plenilunio) est un roman espagnol d'Antonio Muñoz Molina publié originellement en 1997.
La traduction française paraît en avril 1998 aux éditions du Seuil. Il reçoit le prix Femina étranger la même année.

## Résumé
Dans le sud de l'Andalousie, une petite fille disparaît, au retour d'un modeste achat en papeterie, un soir de pleine lune. La découverte de son corps ravagé déclenche la panique de la population et l'enquête policière, dont est chargé un enquêteur de retour au pays.
Le drame suit les personnages peu nombreux, l'inspecteur, l'assassin, le père jésuite Orduna, l'institutrice Susana Grey, le médecin légiste Ferreras, et les familles des victimes, Fatima puis Paula. 

## Éditions
- Éditions du Seuil, 1998  (ISBN 978-2020323819).
- Points no 667, 1999  (ISBN 9782020380836)